# Rudnik Trepča
Rudniki Trepča (albansko Miniera e Trepçës, srbsko Рудник Трепча / Rudnik Trepča) so velik industrijski kompleks na Kosovu, ki je 9 km  severovzhodno od Kosovske Mitrovice. Rudnik je na južnih pobočjih Kopaonika, med vrhovoma Crni Vrh (1364 m) in Majdan (1268 m), in je največji evropski rudnik svinca, cinka in srebra.
Trepča je bila s 23.000 zaposlenimi nekoč eno največjih podjetij v Jugoslaviji. V 1930-ih je britanska družba Selection Trust pridobila pravice za izkoriščanje rudnika Stari Trg blizu Mitrovice. Po drugi svetovni vojni se je pod socialističnim vodstvom podjetje še razširilo.

## Splošno
Podjetje Trepča je bilo konglomerat 40 rudnikov in tovarn, ki so bili večinoma na Kosovu, pa tudi na lokacijah v Črni gori. Toda srce delovanja in vir večine surovin je ogromen rudarski kompleks vzhodno od Kosovske Mitrovice na severu Kosova, znan že od rimskih časov.
Po zaprtju več rudnikov in tovarn v poznih 1980-ih in 1990-ih, rudarski kompleks Trepča na Kosovu zdaj obsega le sedem rudnikov svinca in cinka, tri zgoščevalne, eno topilnico in eno cinkarno. Rudniki so razvrščeni glede na njihovo geografsko lokacijo:
- Severna veriga: Rudnik Belo Brdo, Rudnik Crnac in Žuta Prlina
- Srednja veriga: Rudnik Stari Trg
- Južna veriga: rudnik Hajvalia, rudnik Novo Brdo in rudnik Kišnica [6]

To je vse, kar je ostalo od ogromnega kompleksa, ki je v 1980-ih zaposloval 20.000 delavcev in je predstavljal 70 % vseh rudnih bogastva Jugoslavije.
Rudniki imajo še vedno rezerve 60,5 milijona ton rude s 4,96 % svinca, 3,3 % cinka in 74,4 g/tono srebra, kar pomeni tri milijone ton svinca, dva milijona ton cinka in 4500 ton srebra.

## Zgodovina

### Srednji vek

#### Izvor
Stari Trg je eden redkih rudnikov, ki je deloval že od rimskega obdobja. V Rimskem cesarstvu so bile zgrajene številne stavbe, vključno s trdnjave, vodnjaki itd. Glavna trdnjava je bila zgrajena za rimsko mesto Municipium Dardanorum, ki je bilo glavno mesto rimske province Dardanija. Z razpadom Rimskega cesarstva in slovanskimi migracijami se je rudarska dejavnost zmanjšala, kar je povzročilo zaprtje do poznega srednjega veka (1000–1492). Dolga zgodovina zaporednih dotokov bizantinskega, bolgarskega, srbskega, albanskega in turškega ljudstva pomaga razložiti kulturno mešanje in dediščino starih zamer, ki so podlaga za kaos v 1990-ih.

#### Razvoj
V času svojega vladanja (1243–76) je kralj Štefan Uroš I. povabil saške rudarje v Srbijo, da bi razvili državne rudnike. Sasi (Srbi so jih imenovali Sasi) so zgradili naselja in cerkve okoli rudnikov in jim je bilo omogočeno, da so ohranili svojo identiteto. Rudnik Trepča je verjetno nastal v drugi polovici 13. stoletja, saj je bil prvič omenjen leta 1303 v eni listini papeža Bonifacija VIII.. Ker je bil Stari Trg eden najbogatejših evropskih rudnikov svinca, cinka, srebra in zlata, je kralj Štefan Milutin tam postavil kovnico kovancev, ki je delovala več kot stoletje. Cesar Štefan Dušan je za upravljanje Trepče imenoval posebnega kneza. Svoj vrhunec je rudnik dosegel v času vladavine Dušanovega naslednika, cesarja Uroša V.. 11. marca 1363 je Štefan Uroš V. podelil Vuku Brankoviću naziv »vladar Drenice, Kosova in Trepče«. Trepčo je upravljal Branković do leta 1396, ko so ga zajeli Osmani. Trepča, znana tudi kot veliko trgovsko mesto, je imela predstavnike iz bogatih trgovskih mest, kot sta Split in Kotor na Jadranu, trgovsko mesto Dubrovnik pa je imenovalo konzula. Tako kot pri drugih rudnikih v srednjeveški Srbiji (Brskovo, Rudnik, Janjevo, Novo Brdo) se je okrog Trepče razvilo tržno mesto.
Rudarska dejavnost je ustrezala potrebam zaporednih gospostev in njihovih suzerenov, saj je financirala vojaške dejavnosti, kot je gradnja utrdb ob dolini Ibra za zaščito pred osmanskimi grožnjami. 15. junija 1389 se je ducat kilometrov južno od Trepče zgodila znamenita Kosovska bitka. Leta 1390/91 je Srbija postala osmanski vazal, vendar je rudnik še naprej normalno deloval. Leta 1455 so Osmani pod sultanom Mehmedom Osvajalcem zavzeli Trepčo.

#### Zaton
Pod osmansko oblastjo so se Trepča in vsi drugi rudniki (kot Novo Brdo) začeli prazniti in propadati. Med avstro-turško vojno od 1683 do 1699 sta bila mesto Trepča in njen rudnik leta 1685 uničena. Leta 1690 je sledila množična depopulacija zaradi velikega preseljevanja Srbov in rudarska dejavnost popolnoma prenehala.

### Ponovna oživitev v 20. stoletju

#### Selection Trust
Po koncu prve svetovne vojne je novonastala Kraljevina Srbov, Hrvatov in Slovencev (bodoča Jugoslavija) sprožila geološke raziskave srednjeveških rudnikov rude, da bi olajšala plačevanje vojnih kreditov. Predsednik vlade Nikola Pašić, ki je postal koncesionar rudišč Stari Trg, je za raziskave najel P.Tućana. Tućan je poročal o ogromnih najdbah rude.
Leta 1925 je britansko podjetje Selection Trust izvedlo velik raziskovalni program, ki je ocenilo ogromen potencial nahajališča rude in leta 1926 pridobilo koncesijo. Koncesijo je pridobil sir Alfred Chester Beatty, britanski industrialec rojen v Ameriki, ki je ustanovil Selection Trust z vzdevkom "Kralj bakra" od Radeta Pašića, sina Nikole Pašića. Beatty je postal prvi lastnik in vodja sodobnih rudnikov Trepča. 9. septembra 1927 je v Londonu ustanovil podružnico Trepča Mines Limited in pod tem imenom so rudniki delovali vse do konca druge svetovne vojne, zato je v ustanovitvenem aktu poznejšega podjetja pisalo: »Ustanovljeno 9. decembra 1927, Broad in sin, 1 Great Winchester Street, London ECZ".
Izkoriščanje rude se je začelo leta 1930 (»Prvi rov« v Starem Trgu). 14. avgusta 1930 so na istem mestu kot starodavna srednjeveška jama odprli flotacijo v Zvečanu (Stan Trg). Ime Stan Trg je napačen tisk britanske uprave rudnika, ki izhaja iz toponima Stari Trg, ki v srbščini pomeni staro mesto ali stara tržnica. Presenetljivo je, da očitna tiskarska napaka ni bila popravljena v nobenem kasnejšem dokumentu ali rudarskem načrtu. Flotacija v Zvečanu je delovala do 31. marca 1941. V tem času je predelala 6 milijonov ton rude. Rudo so do flotacije prevažali najprej z volovskimi vpregami, dokler ni bila zgrajena 6,5 km dolga industrijska žičnica. Leta 1939 je v Zvečanu začela delovati topilnica in rafinerija svinca.
Med nemško okupacijo Jugoslavije v drugi svetovni vojni je Stari trg, osrednji rudnik, dobavljal 40 odstotkov svinca, ki se je uporabljal v nacistični vojni industriji. Po invaziji na Jugoslavijo pod vodstvom Nemcev aprila 1941 je bila večina današnjega Kosova priključena Kraljevini Italiji, območje okoli Trepče pa je bilo del Nemške srbske države. Rudniki so bili pod neposredno nemško upravo, kar je omogočalo nadaljnji dotok mineralov za proizvodnjo streliva in podmorniških baterij. Proizvodnja teh izdelkov se je nadaljevala v obdobju po letu 1945, v novi, komunistični Jugoslaviji.

#### Širitev po drugi svetovni vojni
Od leta 1939 je bil kompleks večkrat razširjen in rekonstruiran. Potem ko so ga prevzeli nacisti, je Titova SFR Jugoslavija podjetje nacionalizirala. Ob 40. obletnici je bila 9. decembra 1967 odprta nova talilnica svinca (takrat 4. največja na svetu), tako tovarna za elektrolizo cinka in obrat za avtomobilske akumulatorje. Nova flotacija v Zvečanu je bila zgrajena leta 1985, in prvi predor bližje Staremu trgu. Znamenitost kompleksa Zvečan je 303 metre visok (994 ft) industrijski dimnik.
Od leta 1930 do 1985 je bilo predelanih 131 milijonov ton svinčeve in cinkove rude. Do prenehanja proizvodnje leta 2000 je zgodovinska skupna proizvodnja vključevala: 3,3 milijona ton rafiniranega svinca, 4100 ton rafiniranega srebra in 3300 ton bizmuta. Izračunano na pariteto leta 2017, je bila proizvodnja kompleksa 360 milijonov dolarjev leta 1975 in 340 milijonov dolarjev leta 1987.
Leta 1985 je bila Trepča 1. in 5. največja talilnica surovega svinca v Evropi in ena največjih za predelavo cinka. Proizvodne zmogljivosti so vključevale: 3,5 milijona ton rude, 165.000 ton surovega svinca, 110.000 ton rafiniranega svinca, 40.000 ton elektrolitskega cinka, 100 ton finega srebra, 100 ton rafiniranega bizmuta, 20 ton zlata, 20 kg zlata. 20.000 ton svinčenih baterij, 280.000 ton žveplove kisline, 100.000 ton žveplo-fosfata in 150.000 ton sestavljenih gnojil. V Jugoslaviji je proizvedla več kot 80 % rafiniranega svinca in več kot 50 % rafiniranega cinka.

#### Rudarska stavka 1989
Stavka kosovskih rudarjev iz leta 1989 je bila gladovna stavka, ki so jo 20. februarja 1989 začeli nekateri delavci Rudnikov Trepče proti odpravi avtonomije Pokrajine Kosovo s strani Socialistične republike Srbije. Stavka je hitro dobila podporo v Sloveniji in na Hrvaškem, v Beogradu pa so potekali protesti proti slovenskim, albanskim in hrvaškim zahtevam po decentralizaciji. Stavkovni svet je ubesedil deset zahtev, med drugim upoštevanje ustave iz leta 1974, ustavitev domnevne šovinistične in hegemonistične politike tistega časa, amnestijo za voditelje stavke itd. Stavka je trajala osem dni in je bila znana kot najdaljša podzemna stavka doslej. Končno se je končalo po hospitalizaciji 180 rudarjev in odstopu voditeljev promiloševićevskih voditeljev Rahmana Morine, Ali Šukrija in Husamedina Azemija.

#### Propad
Ta kompleks je v zadnjih petnajstih letih postopoma propadal zaradi razlogov, kot so zastarele instalacije; zanemarjanje in pomanjkanje vzdrževanja, popravil in ponovnega vlaganja; odsotnost nadzora nad proizvodnjo; rop opreme in delavnic, ter vodje rudnika "Milošević aparatčika" Novaka Bjelica. Poskusi privatizacije so ostali brez velikega spremljanja. Znižanje ocene se je od leta 1990 povečalo z zmanjšanjem avtonomije Kosova s strani Beograda, naraščajočimi etnopolitičnimi napetostmi in odstopom večine albanskih delavcev.
Takrat je bilo ocenjenih 25.000 ton onesnaženja z žveplovim dioksidom na leto izpuščenih iz dimne cevi, ravni svinca v zraku pa so narasle na več kot 100-krat sprejemljive ravni v EU.
18. septembra 1999 so mineraloški muzej rudnika, v katerem so se od leta 1966 zbirali varovani zakladi, izropali tatovi, ki so imeli koristi od zmede. Poročali so, da je izginilo najbolj neprecenljiv primerek vivianita v muzeju, več kot 1500 kristalov, zbranih v rudniku od leta 1927, in 150 primerkov, ki jih je dalo 30 držav z vsega sveta.
UNMIK je podedoval velik problem s skrbništvom nad premoženjem, februarja 2002 pa je Bjelić trpel zaradi kazenskih sodnih postopkov, ki jih je sprožil upravni odbor, ki ga je postavil UNMIK.

### Kosovska vojna in potem

#### Zapiranje
Prihod KFOR-a junija 1999 je povzročil izbruh rudarskega kompleksa. Severni rudniki so ostali v lasti in upravljanju Srbov, medtem ko so bili južni rudniki v albanskih rokah. Po umiku srbskih sil s Kosova leta 1999 je nastal kaos v obdobju med prevzemom oblasti s strani KFOR in UNMIK, vojaške oziroma civilne uprave. Enote UÇK so oropale in uničile velik del premoženja rudnika, mednarodne sile pa niso storile ničesar, da bi ga ustavile. UNMIK je bil pooblaščen za prevzem vseh podjetij v državni lasti. Vendar Trepča ni bila organizirana kot navadna, državna last, ampak se je leta 1996 preoblikovala v delniško družbo. Šef UNMIK-a Bernard Kouchner je osebno zahteval dokumentacijo o lastništvu Trepče, vendar ni bil pooblaščen prevzeti delniško družbo, o čemer je takrat pisal francoski časnik Le Monde. Srbsko vodstvo podjetja je poskušalo nadaljevati proizvodnjo v objektih severno od reke Ibar, ki so ostali izven albanskega nadzora, kolikor je bilo mogoče: 9 rudnikov od 14, 6 od 8 flotacijskih enot, 1 od 2 metalurških tovarn in 9 od 17 tovarn ali 70 % zmogljivosti. Ker je imel Kouchner administrativno oblast nad elektropodjetjem, je ukazal prekinitev napajanja rudnika. Nato je bil vzpostavljen alternativni daljnovod, ki je povezoval rudnik z omrežjem v osrednji Srbiji. Rudnik je bil oskrbovan z vodo po 30 km dolgem betonskem kanalu iz jezera Gazivode. Kouchner je zatrdil, da sta dva albanska otroka padla v kanal, zato je tudi naročil, da se voda preseka. Podjetje je nato organiziralo alternativni vodovodni sistem, ki je bil sestavljen iz močnih vodnih črpalk, ki so vodo iz reke Ibar črpale po dvosmernem cevovodu v bazene na pobočjih Zvečanskega hriba. Od tam je bila voda s prostim padcem speljana v tovarne. Uradni sedež družbe je bil prenesen v Beograd, uprava pa je ostala v Zvečanu.
Zapreti ga je skušal tudi načelnik ameriškega oddelka Kforja general William L. Nash, ki je dal izjave, da naj bi bilo 700 trupel mrtvih Albancev v Prvem predoru ali da so trupla sežgali v jaški peči. Po večmesečni preiskavi so francoski, nemški, nizozemski in ameriški preiskovalci ugotovili, da zadevna peč ni delovala, ko se je domnevni zločin zgodil. General Nash je takrat trdil, da je treba Trepčo zapreti zaradi onesnaženosti okolja, čeprav je francoski minister za okolje Dominique Voynet ugotovil, da ni nevarnosti za okolico. V pričakovanju vojaškega prevzema je uprava kompleks »okrepila« s tovornimi vagoni, lokomotivami in žlindro, osvetlili pa so ga z močnimi reflektorji, ki so bili videti kot »vesoljska ladja«. V začetku 14. avgusta 2000, ob 3.45, je v prostore vdrlo 3000 večinoma ameriških vojakov, ki so uporabljali tanke, dvoživke in helikopterje. Francoski vojaki so vdrli v osrednjo upravno stavbo. Vojaki so aretirali generalnega direktorja Novaka Bjelića, ki je bil 3 ure pozneje po ukazu Kouchnerja izgnan v osrednjo Srbijo. Kouchner je odredil zaprtje Trepče.
Podpredsednik srbske vlade Nebojša Čović 4. januarja 2001 podpiše dokument, s katerim se sedež podjetja vrne Zvečanu in spremeni strukturo Trepče ter jo preoblikuje nazaj v državno podjetje, ki je dejansko retroaktivno legaliziralo vojaško zasedbo kompleksa.
Od leta 2017 so bili edini preostali delujoči del kompleksa rudniki Kopaonik in flotacija v Leposaviću.

#### Privatizacija
Rudniški kompleks Trepča je zapuščen v propadajočem stanju, ki ima ogromen potencial, a so ga resni vlagatelji doslej iz neštetih razlogov ignorirali. Rudnik je dejansko prenehal proizvajati zaradi državljanske vojne leta 1999 in se je govorilo, da je bil prvi razlog za konflikt.
Njegovo gospodarstvo je v hudi stiski in obstaja le malo možnosti za izboljšanje. Trepča kljub težavam predstavlja eno redkih pomembnih razvojnih priložnosti. Objekt potrebuje veliko posodobitev, vendar so zaloge mineralov dovolj velike, da pokrijejo zagonske stroške. Najpomembneje pa je, da bi ponovno aktivirana Trepča zagotovila več tisoč delovnih mest in povečala kosovsko devize.
Ocenjuje se, da bi potrebne izboljšave stale med 15 in 30 milijoni ameriških dolarjev. To bi bilo upravičeno, če bi se rudarjenje v polnem obsegu vrnilo, saj poročilo UNMIK-a iz leta 2001 pravi, da »29.000.000 ton rude iz rudnikov v razredih, ki se gibljejo od 3,40 do 3,45 % Pb, 2,23 do 2,36 % Zn in 74 do 81 gramov A/g, na voljo je približno 999.000 ton Pb, 670.000 ton Zn in 2.200 ton Ag. Za uporabo Trepče so potrebne tuje naložbe. Ker finančnih sredstev za nadgradnjo samih objektov rudnikov ni in na Kosovo še ni dovolj tuje pomoči, da bi kaj spremenilo, kompleks še vedno ne bo uporabljen na najvišji ravni.
Skrb, da bo najem tujih vlagateljev odstopil njihov obetavni vir naravnih virov, saj kompleks velja za zaklad naroda, je treba pomiriti, da bi do privatizacije prišlo prej. V naslednjih letih bo določena zakonodaja, kot je nov zakon o rudarstvu in predpisi o investicijskih spodbudah, podprla prizadevanja za privatizacijo, če bo odobrena, da bo kompleks deloval in se uporabljal na najvišji ravni.

#### Poskus nacionalizacije 2015
Januarja 2015 je kosovska vlada sporočila, da bo nacionalizirala rudarski kompleks Trepča, ker Kosovska agencija za privatizacijo (KPA) ni pripravila načrta za prihodnost rudnika. Deloma zaradi nejasne lastniške strukture in številnih upniških terjatev s predlogom zakona, vendar je vlada v strahu pred stečajem in likvidacijo to odločitev spremenila, nato pa potrdila poseben predlog zakona, ki vključuje dva nova člena, po katerih se določeno socialno podjetje spreminja in lahko postane javno s sklepom skupščine. Skupščina je na zahtevo Vlade Republike Kosovo posredovala dva nova člena, s katerima bo status Trepče urejen s posebnim zakonom o strategiji, medtem ko podjetja, ki so v postopku reorganizacije, stečaja ali likvidacije, preneha z uveljavitvijo tega zakona brez potrebe po kakršni koli sodni odločitvi. Albanski uslužbenci so razglasili stavko in ne bodo šli iz podzemlja, dokler parlament ne sprejme zakona o javnih podjetjih. Svojo stavko so končali, ko so predstavniki kosovske vlade povedali, da bodo ponovno razmislili o nacionalizaciji.
Oktobra 2016 se je proces nacionalizacije nadaljeval zaradi srbskega diplomatskega protesta. Kosovska agencija za privatizacijo, ki je zaščitena z ZN, je rudnik »od leta 1999 v skrbništvu in pripravljen za prodajo«. »Zakonodaja določa, da je vlada porok za dolg podjetja«.
Od marca 2019 so se srbski menedžerji RMHK Trepča še vedno borili proti nacionalizaciji.

## Gospodarski vpliv
Vpliv na mesto Kosovska Mitrovica je bil velik. Samo v enem popisnem obdobju 10 let, od 1961 do 1971, je mesto naraslo za 57,7 % (26.721 na 42.126).
Kosovo si še ni popolnoma opomoglo od vojne 1998–99 in od razglasitve neodvisnosti leta 2008 ni uspelo zgraditi stabilnega gospodarstva. Rudniški kompleks Trepča si ni opomogel od izgubljene proizvodnje med vojno. Trepča je nekoč predstavljala 70 odstotkov kosovskega bruto domačega proizvoda, a odkar se je vojna končala leta 1999, je zaradi delitve Mitrovice med kosovskimi Albanci in Srbi, zvestimi Beogradu, večina Trepčevih objektov zaprta. Po različnih statističnih podatkih kompleksa ni mogoče ponovno odpreti brez vsaj 650 milijonov dolarjev tujih naložb za popravilo in posodobitev topilnic in rafinerij.

## Geologija
Geološko območje Trepče spada v tip  Mississippi Valley-Type mineralnih nahajališč. Ima lep pojav škarn, tako kot rudnik Novo Brdo.
Trepča je bila največji rudnik galenita in sfalerita v Jugoslaviji.
Do danes je navedenih več kot šestdeset mineralov, od katerih je večina z muzeološkega vidika izjemne kakovosti.
Vključujejo:
Geologically, the Trepča area belongs to the Mississippi Valley-Type of mineral deposits.[36] It has beautiful occurrence of skarn, so as the Novo Brdo mine.[37]
Trepča was the largest Galena and Sphalerite mine in Yugoslavia.[38]
More than sixty minerals are listed up to date, most of which from a museological viewpoint are of exceptional quality.[8]
They include:
- Actinolite Arzenopirit v Trepči
- Anglesit
- Ankerit
- Aragonit Barit – Trepča
- Arzenopirit
- Barit
- Bizmut
- Bornit
- Boulangerit
- Bournonit
- Kalcit
- Halkantit
- Kalcedon Pirotin – Trepča
- Halkopirit
- Hildrenit
- Klorit
- Kovelin Galenit in pirotit- Trepča
- Kubanit
- Diopsid
- Dolomit
- Enargit
- Epidot
- Galenit Vivianit, siderit in pirit- Trepča
- Granat
- Sadra
- Hedenbergit
- Hematit
- Ilit
- Indij
- Jamesonit
- Limonit
- Loellingit
- Ludlamit
- Magnetit
- Markazit
- Melanterit
- Samorodno zlato
- Psilomelan
- Pirargirit
- Pirit
- Pirotit
- Kvarc
- Rodohrozit
- Šelit
- Siderit
- Smitsonit
- Sfalerit
- Stanit
- Stibnit
- Struvit
- Tenantit
- Tetrahedrit
- Talij
- Valerit
- Vivianit
- Volastonit[39]

Količina izkopanea rude na Kosovu nenehno upada, kot je prikazano tukaj:
|      | Stari Trg | Kišnica & Novo Brdo | Severna veriga | Ruda      | Svinec (%) | Cink (%) |
| ---- | --------- | ------------------- | -------------- | --------- | ---------- | -------- |
| 1975 | 636,700   | 717,398             | 353,226        | 1,707,324 | 4.57%      | 4.43%    |
| 1976 | 658,355   | 734,706             | 359,656        | 1,752,717 | 4.30%      | 4.39%    |
| 1977 | 671,758   | 821,322             | 374,591        | 1,867,671 | 4.32%      | 4.18%    |
| 1978 | 603,187   | 796,003             | 359,052        | 1,758,242 | 4.27%      | 4.08%    |
| 1979 | 674,801   | 786,654             | 362,586        | 1,824,041 | 4.23%      | 3.82%    |
| 1980 | 668,418   | 882,605             | 376,031        | 1,927,054 | 3.82%      | 3.54%    |
| 1981 | 696,216   | 840,508             | 383,285        | 1,920,009 | 3.77%      | 3.18%    |
| 1982 | 628,037   | 852,979             | 402,606        | 1,883,622 | 3.49%      | 3.24%    |
| 1983 | 672,262   | 710,797             | 354,907        | 1,737,966 | 3.58%      | 3.29%    |
| 1984 | 702,724   | 718,708             | 371,089        | 1,792,521 | 3.36%      | 2.95%    |
| 1985 | 687,558   | 582,002             | 340,388        | 1,609,948 | 3.45%      | 3.02%    |
| 1986 | 647,078   | 523,351             | 297,409        | 1,467,838 | 3.51%      | 3.03%    |
| 1987 | 636,935   | 527,930             | 267,281        | 1,432,146 | 3.73%      | 3.00%    |
| 1988 | 571,618   | 442,664             | 264,857        | 1,279,139 | 3.51%      | 3.26%    |
| 1989 | 368,573   | 413,244             | 237,028        | 1,018,845 | 3.54%      | 3.33%    |
| 1990 | 204,570   | 298,143             | 217,755        | 720,468   | 3.03%      | 3.16%    |
| 1991 | 206,489   | 177,553             | 105,322        | 489,364   | 3.84%      | 4.14%    |
| 1992 | 134,946   | 62,449              | 90,020         | 287,415   | 4.15%      | 3.79%    |
| 1993 | 48,612    | 22,953              | 26,437         | 98,002    | 4.04%      | 4.39%    |
| 1994 | 32,475    | 26,125              | 13,663         | 72,263    | 3.24%      | 3.89%    |
| 1995 | 125,761   | 47,566              | 86,448         | 259,775   | 4.02%      | 4.35%    |
| 1996 | 181,809   | 102,641             | 111,225        | 395,675   | 4.39%      | 5.25%    |
| 1997 | 257,888   | 117,201             | 138,881        | 513,970   | 3.27%      | 4.97%    |
| 1998 | 311,315   | 143,178             | 178,365        | 632,858   | 3.00%      | 2.97%    |
| 1999 | 87,296    | 49,490              | 105,640        | 242,426   | 2.60%      | 1.72%    |
| 2000 | 0         | 0                   | 28,321         | 28,321    | 6.92%      | 3.43%    |